# Doxa Katokopia
Doxa Katokopia este un club de fotbal cipriot cu sediul în Katokopia.Echipa susține meciurile de acasă pe Stadionul Peristerona cu o capacitate de 4.000 de locuri.